# 莉姓
莉姓是中文姓氏，今分布于河北三河、江苏武进、山东新泰、陕西城固、台湾南投、宜兰、香港、贵州等地。云南昭通地区回族亦有此姓，人口少且分布散。